# تيزي يان (أزاضفا)
تيزي يان هو دُوَّار يقع بجماعة ويركان، إقليم الحوز، جهة مراكش آسفي في المملكة المغربية. ينتمي الدوّار لمشيخة أزاضفا التي تضم 11 دوار. يقدر عدد سكانه بـ 227 نسمة حسب الإحصاء الرسمي للسكان والسكنى لسنة 2004.

## روابط خارجية
- البوابة الوطنية للجماعات الترابية نسخة محفوظة 12 مارس 2018 على موقع واي باك مشين.
- المندوبية السامية للتخطيط